# Ditte Birkemose
Ditte Birkemose (født 1953) er en dansk forfatter, der i de senere år særligt har skrevet krimier.
Birkemose er oprindeligt uddannet pædagog. Hun debuterede som forfatter med Hvem er Karen? fra 1983 og har siden skrevet en række børne- og ungdomsbøger. 
Hun modtog i 1987 Kulturministeriets Initiativpris for Længslens døtre, og i 1998 modtog hun Dan Turèll Prisen.